# Marianne Woods
Pour les articles homonymes, voir Woods.
Marianne Woods, née en 1781 et morte en 1870, est une enseignante britannique qui ouvrit une école de filles à l'automne 1809 à Drumsheugh Gardens, à Édimbourg et qui fut impliquée dans une affaire judiciaire après avoir été accusée de lesbianisme avec la cofondatrice de l'école, Jane Pirie (1779–1833).

## Biographie
L'accusatrice de Marianne Woods est Jane Cumming (en), une élève métisse, petite-fille de Lady Helen Cumming Gordon, qui alléguait que les deux femmes « se livraient à des pratiques sexuelles irrégulières » et « avaient un comportement obscène et indécent ». Jane Cumming a été la première élève à quitter l'école, et dans les quarante-huit heures, toutes les autres élèves sont également parties,.
Lady Cumming Gordon a répandu des rumeurs sur ces allégations et l'école a été forcée de fermer en novembre 1810, privant Woods et Pirie de leur bonne réputation et de leurs seuls moyens de soutien.
« J'ignore totalement ce qui m'a été reproché et je ne suis consciente de rien », a déclaré Marianne Woods à une mère. 
Marianne Woods et Jane Pirie ont poursuivi Lady Cumming Gordon pour diffamation et l'affaire a été portée devant les tribunaux le 15 mars 1811. Bien qu'ayant remporté l'affaire en 1812, l'affaire a été portée en appel devant la Chambre des lords concernant le niveau des dommages-intérêts, appel finalement rejeté des années plus tard, en 1819. La paire a obtenu 10 000 £ de leur riche accusatrice. Pourtant, elles ont été financièrement ruinées car elles n'ont pas reçu plus de 1 000 £ chacune après les frais de justice.
Alors que Marianne Woods ait obtenu un emploi à Londres, à la Camden House Academy où elle avait auparavant enseigné, Jane Pirie est restée à Édimbourg et n'a pas pu trouver d'emploi, et « a peut-être fait une dépression nerveuse ».

## Postérité
Cette affaire judiciaire a inspiré à Lillian Hellman sa pièce The Children's Hour (en) (1934) ainsi qu'au film américain La Rumeur (The Children’s Hour) réalisé par William Wyler et sorti en 1961.